# بخش نوووسکولسکی
بخش نوووسکولسکی (به لاتین: Novooskolsky District) یک منطقهٔ مسکونی در روسیه است که در استان بیلگاراد واقع شده‌است.